# Killer NIC
Killer NIC是全球首款专为電腦游戏而設的网卡，由Bigfoot Networks推出。配合MaxFPS技术，这款网卡能够帮助处理器独立处理网络数据，保证CPU性能不受网络连接影響。在此之前，nVIDIA就已经在nForce 500芯片组中提供类似的网络处理功能。Killer NIC的价格约为250美元。
Killer NIC网卡使用了嵌入式Linux系统，网卡可以完全独立工作，并运行程序。随卡附带了软件可登陆网卡操作系统，安装程序，并附带SDK，供玩家自行开发程序。独立工作时，网卡上的USB接口可以连上闪存盘或抽取式硬盘，在网卡內的Linux系统运行下载程序。
而有關該网卡的应用项目則統稱為“FNApps”。至目前為止，發佈了“FN Firewall”防火墙和“FN Torrent”客户端应用项目。“FN Firewall”防火墙是建基于开源防火墙iptables，很多Linux发行版本中都有內建這個軟體。而“FN Torrent”客户端能优化BitTorrent下载，目的是平衡BT下载和網上遊戲的頻寬利用，下载資料時，又不會影響網上遊戲。“FN Torrent”是运行於Killer NIC网卡中，能將下载資料儲存在与网卡USB 2.0接口连接的硬盘或優盘上，减轻处理器和存储裝置的负担。
FN Torrent运行在Killer NIC网卡上，将BT下载来的数据保存在与该网卡USB接口相连的硬盘或USB Key上，从而减轻系统处理器和存储子系统的负担。

## Killer NIC网卡的主要特性
- 降低Ping值：利用LLR（Lag and Latency Reduction）技术，降低Ping值。
- 加快游戏帧速：网络处理器会接管所有网络通讯事务，降低系统資源占用率，繼而提高游戏的帧速。
- 将网络资源优先分配给网络游戏。

## 規格
- 采用400MHz网络处理器（Network Processing Unit）
- 64MB PC-2100 DDR SDRAM内存
- 支持10/100/1000M网络
- 采用PCI接口
- 有一个网络接口
- 有一个USB2.0接口
- 鋁鍍（英语：Electroless nickel plating）镍散熱片

## 批評
有網站對此網絡卡做過測試，發現网絡卡對效能提升幫助不明顯。Ping值方面，數值與底板內置的網絡卡差不多。此外，大部分的游戏程式中，网络代码部分的编写已经做到十分优秀。這造成Killer NIC网絡卡的優勢並不明顯。就算是BigFoot公司吹捧的游戏中，Killer NIC网絡卡都沒有與對手拉開優勢，帧速率只有5%的提升。轻微的效能提升，加上價格高昂，亦造成普及率很低。

## Killer XENO
Killer XENO是Killer NIC網絡卡的後續產品。接口改為使用PCI-E，緩衝記憶體亦由上一代的64MB增加至Pro版的128MB，或者是Ultra版的256MB。最顯著的功能改進是新產品集成了音频处理器。在進行網絡遊戲時，可以同時進行網絡聊天。接口方面，為了支援新的功能，所以加上了3.5毫米音频输出和麦克接口。

## 外部連結
- Bigfoot Networks官網 （页面存档备份，存于）
- 革命还是炒作？280美元天价Killer网卡详评